# Everlast
Erik Schrody, mer känd som Everlast, är en amerikansk rappare och låtskrivare, född 18 augusti 1969 i Valley Stream i New York. Han var en av medlemmarna i Rhyme Syndicate tillsammans med bland annat Ice T och släppte under den perioden sitt första soloalbum Forever Everlasting  (1990). Det blev ingen kommersiell framgång och efter det ändrade han sin framtoning. Tillsammans med DJ Lethal och Danny Boy bildade han rapgruppen House of Pain. De släppte sitt debutalbum 1992. Everlast var en frontfigur i rapgruppen House of Pain fram tills gruppens splittring 1996.
Efter uppbrottet fortsatte Everlast som soloartist och släppte 1998 albumet Whitey Ford Sings the Blues, vilket sålde dubbel platina i USA. År 2000 släppte han albumet Eat at Whitey's, vilket är det av hans album som sålt bäst i Sverige med plats 60 som högsta placering på Sverigetopplistan. Med på albumet fanns bland annat singeln Black Jesus.

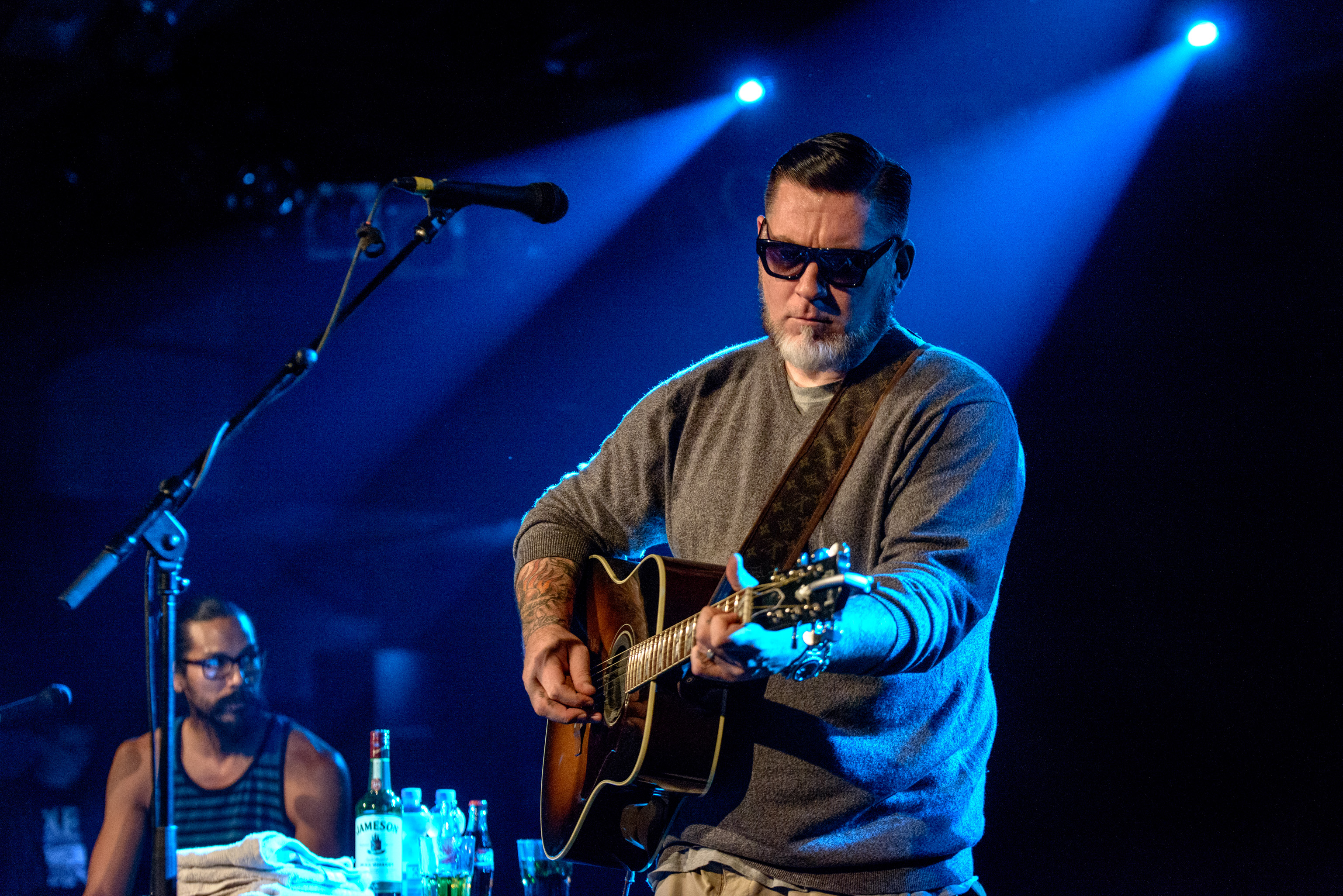
Live (2015)

## Diskografi
| År   | Albumdetaljer | Högsta listplacering | Högsta listplacering | Högsta listplacering | Högsta listplacering | Högsta listplacering | Högsta listplacering | Högsta listplacering | Högsta listplacering | Högsta listplacering | Högsta listplacering | RIAA-certifiering |
| År   | Albumdetaljer | USA                  | AUT                  | CAN                  | CHE                  | FIN                  | FRA                  | GER                  | NLD                  | SVE                  | UK                   | RIAA-certifiering |
| ---- | --- | -------------------- | -------------------- | -------------------- | -------------------- | -------------------- | -------------------- | -------------------- | -------------------- | -------------------- | -------------------- | ----------------- |
| 1990 | Forever Everlasting - Utgivningsdatum: 27 mars 1990 - Skivbolag: Warner Bros. - Format: CD, kassett, LP                                                    | —                    | —                    | —                    | —                    | —                    | —                    | —                    | —                    | —                    | —                    |                   |
| 1998 | Whitey Ford Sings the Blues - Utgivningsdatum: 8 september 1998 - Skivbolag: Tommy Boy Records - Format: CD, kassett, LP                                   | 9                    | 14                   | 8                    | 20                   | —                    | —                    | 12                   | 66                   | —                    | 65                   | USA: 2× Platinum  |
| 2000 | Eat at Whitey's - Utgivningsdatum: 17 oktober 2000 - Skivbolag: Tommy Boy Records - Format: CD, CS, LP                                                     | 20                   | 25                   | 20                   | 25                   | 30                   | —                    | 11                   | 52                   | 60                   | 89                   | USA: Guld         |
| 2004 | White Trash Beautiful - Utgivningsdatum: 25 maj 2004 - Skivbolag: Island Def Jam - Format: CD, digital nedladdning                                         | 56                   | 32                   | —                    | 21                   | —                    | 124                  | 12                   | —                    | —                    | —                    |                   |
| 2008 | Love, War and the Ghost of Whitey Ford - Utgivningsdatum: 23 september 2008 - Skivbolag: Martyr Inc./Three Ring Projects - Format: CD, digital nedladdning | 78                   | —                    | —                    | 15                   | —                    | 132                  | 61                   | —                    | —                    | —                    |                   |
| 2011 | Songs of the Ungrateful Living - Utgivningsdatum: 18 oktober 2011 - Skivbolag: Martyr Inc./EMI - Format: CD, digital nedladdning                           | 48                   |                      | 34                   |                      |                      |                      |                      |                      |                      |                      |                   |